# Apostema (noctuídeos)
Apostema (Arctiidae) é um gênero de traça pertencente à família Arctiidae.